# Kim Lefèvre
Pour les articles homonymes, voir Lefèvre.
Kim Lefèvre, née le 12 octobre 1935 à Mayotte et morte le 6 août 2021 à Marseille  est une comédienne et romancière française, d'ascendance française par son père et vietnamienne par sa mère.
Elle est l'auteur de quatre romans et a traduit en français plusieurs romans d'auteurs vietnamiens.

## Biographie
Fille d'une mère vietnamienne et d'un père français, Kim Lefèvre passe son enfance et son adolescence en Indochine française pendant la Seconde Guerre mondiale, avec l'occupation japonaise de 1940 à 1945, et pendant la guerre d'Indochine à partir de 1946, puis au Sud-Vietnam après la décolonisation (1954), vivant avec sa mère et un beau-père chinois.
Comme elle le raconte dans son premier livre, autobiographique (Métisse blanche, 1989), elle mène la vie d'une métisse en milieu colonial, faite d'aller-retours entre sa famille et les pensionnats catholiques où elle fait ses études secondaires, où la seule langue est le français.
Elle passe le baccalauréat et part en France en 1955.
Elle fait des études à la Sorbonne, puis devient comédienne.

## Carrière littéraire
Métisse blanche connaît le succès : elle est interviewée par Bernard Pivot dans l'émission Apostrophes le 7 avril 1989.
En 1990, elle publie le récit de son voyage au Vietnam trente ans après son départ, Retour à la saison des pluies.
Elle écrit également deux romans de fiction, un sur la conquête du Mexique par Hernán Cortés vue par son interprète et maîtresse indienne, la Malinche, et un roman policier qui se déroule au Viet Nam.
Elle a aussi traduit en français des auteurs vietnamiens, Nguyễn Huy Thiệp, Dương Thu Hương et Phan Thị Vàng Anh.

## Œuvres

### Romans
- Métisse blanche, Paris, Bernard Barrault, 1989 (J'ai Lu, 1990)
- Retour à la saison des pluies, Paris, Bernard Barrault, 1990 (La Tour d'Aigues, Éditions de l'Aube, 1995)
- Moi, Marina la Malinche, 1994 (Phébus, 2007)
- Les Eaux mortes du Mékong, Paris, Flammarion, 2006 (Point, 2010)

### Traductions
- Dương Thu Hương, Histoire d'amour racontée avant l'aube, 1986
- Nguyễn Huy Thiệp, Un général à la retraite, éditions de l'Aube, 1990
- Nguyễn Huy Thiệp, Le Cœur du tigre, éditions de l'Aube, 1995
- Nguyễn Huy Thiệp, La Vengeance du loup éditions de l'Aube, 1997
- Nguyễn Huy Thiệp, Conte d'amour un soir de pluie, éditions de l'Aube, 1999
- Nguyễn Huy Thiệp, L'Or et le Feu, éditions de l'Aube, 2002
- Phan Thị Vàng Anh, Quand on est jeune, éditions Philippe Picquier, 1996